# Jéhan de Massol
Pour les articles homonymes, voir Massol.
Jehan de Massol (1595–1669) est une personnalité de la noblesse de Bourgogne au XVIIe siècle. Conseiller au parlement de Bourgogne, il est l'un des principaux donateurs des Hospices de Beaune en 1669.

## Biographie
Jean de Massol est un descendant d'Augustin Massol, médecin d'origine italienne installé à Beaune à la fin du XVe siècle pour y pratiquer son art aux Hospices.
Il fut seigneur de Savigny.
Ayant perdu ses deux enfants et son épouse, Il lègue sa fortune aux pauvres de l'Hôtel-Dieu.
Sa succession est à l'origine des domaines que l'Hôtel-Dieu possède à Demigny, Meursault et Travoisy.

## Représentations
Jean de Massol est représenté en buste dans la salle Saint-Louis des Hospices de Beaune.

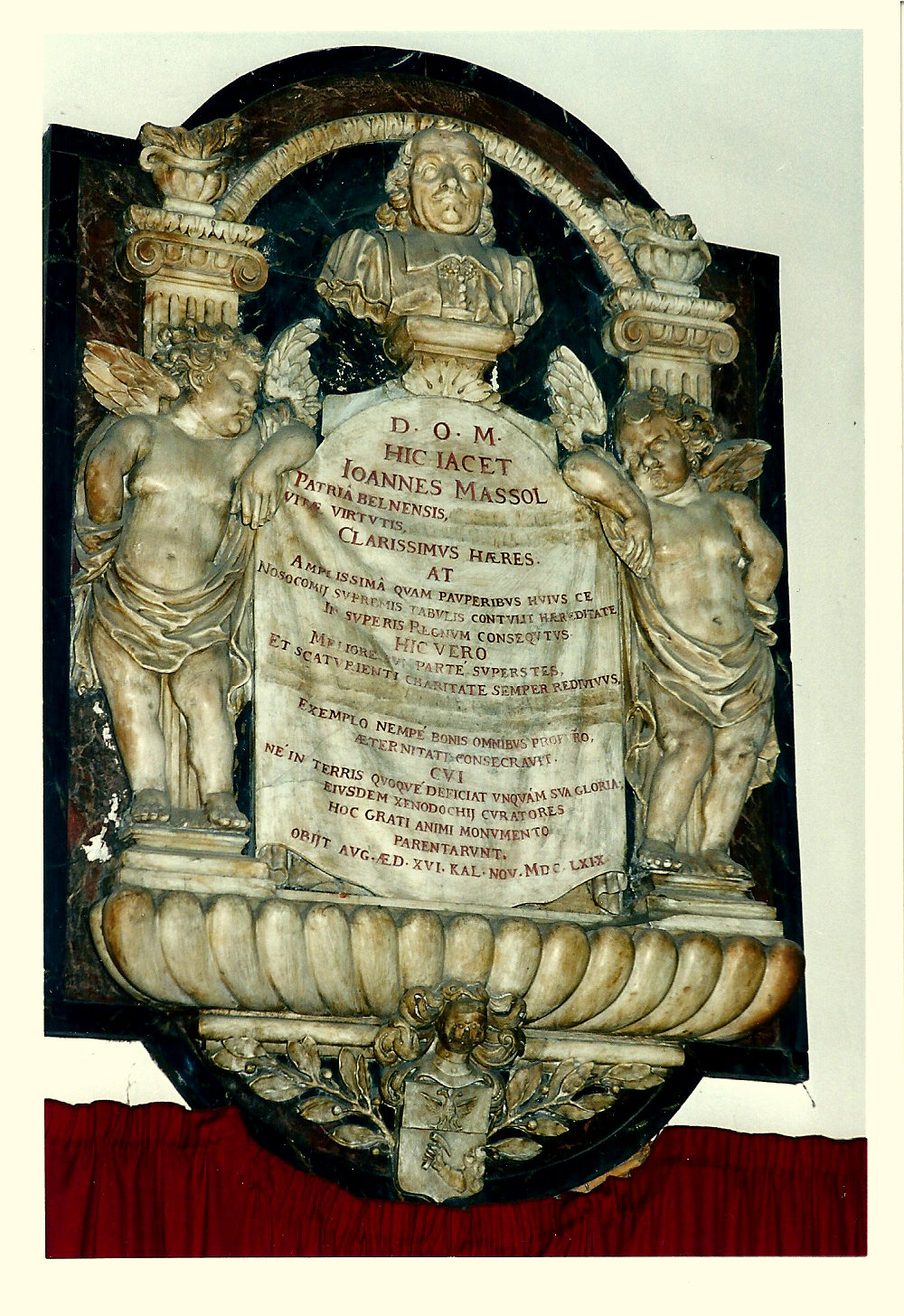

Son portrait est visible dans la chambre du roi aux Hospices de Beaune avec celui de sa fille Catherine.

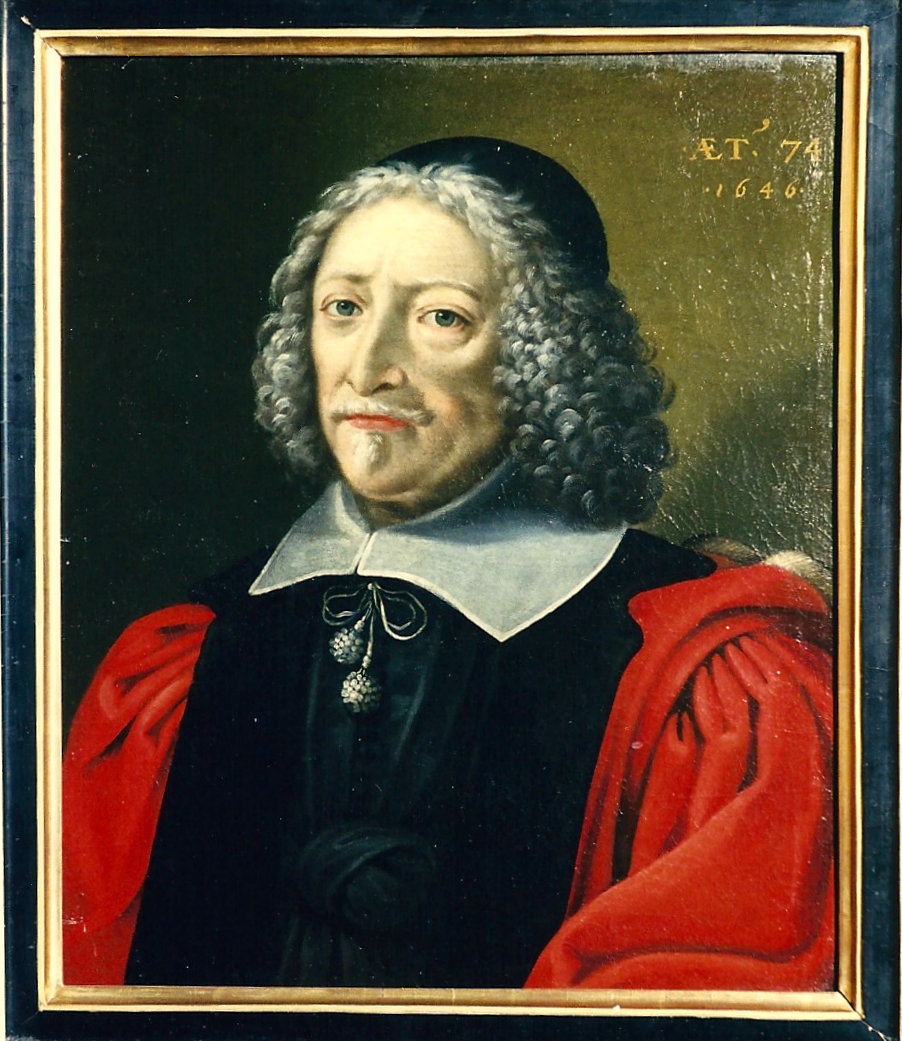
Portrait de Jean de Massol
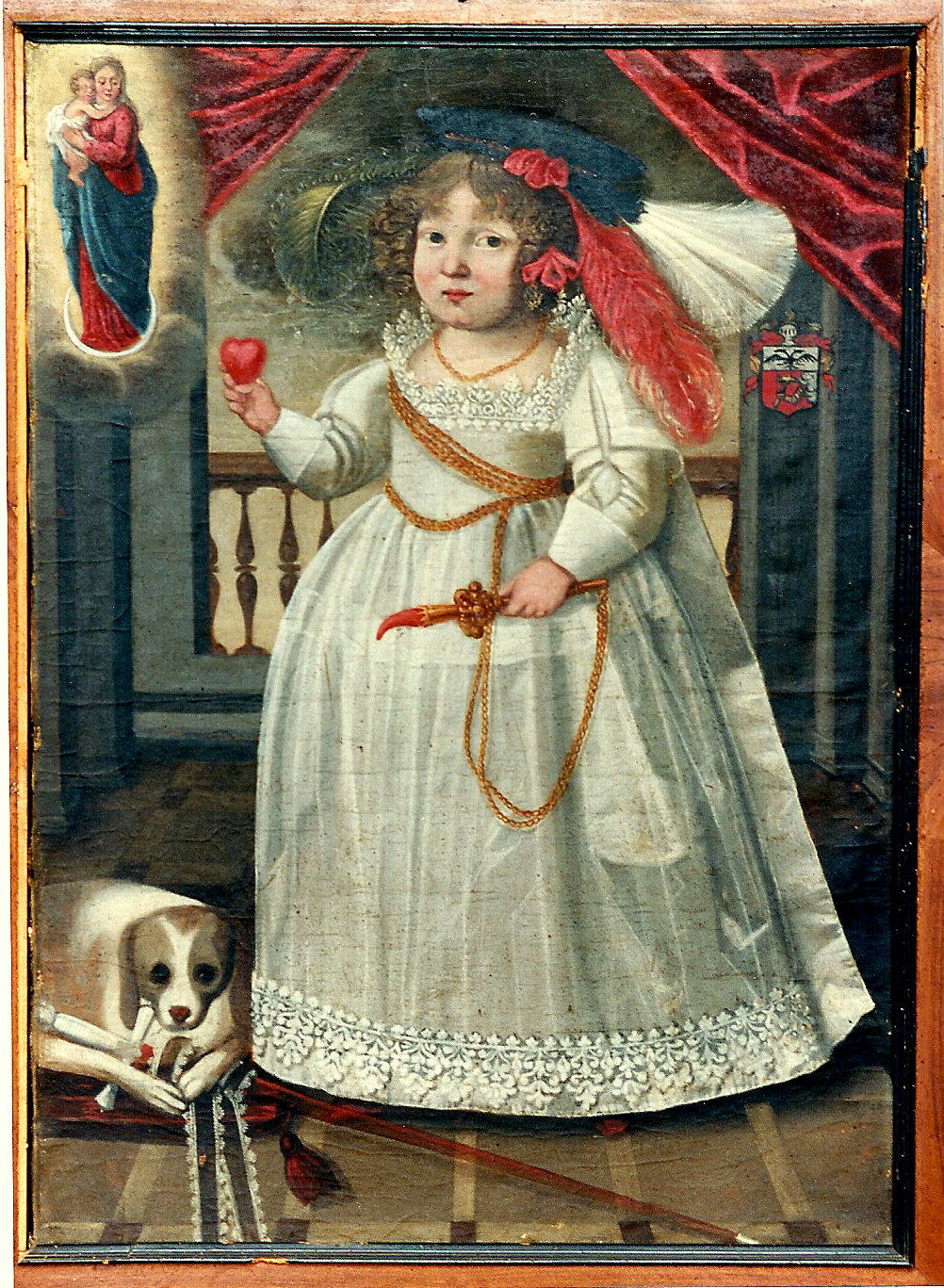
Portrait de Catherine de Massol

Une cuvée de Beaune Ier cru des hospices de Beaune est dédié à Jean de Massol.

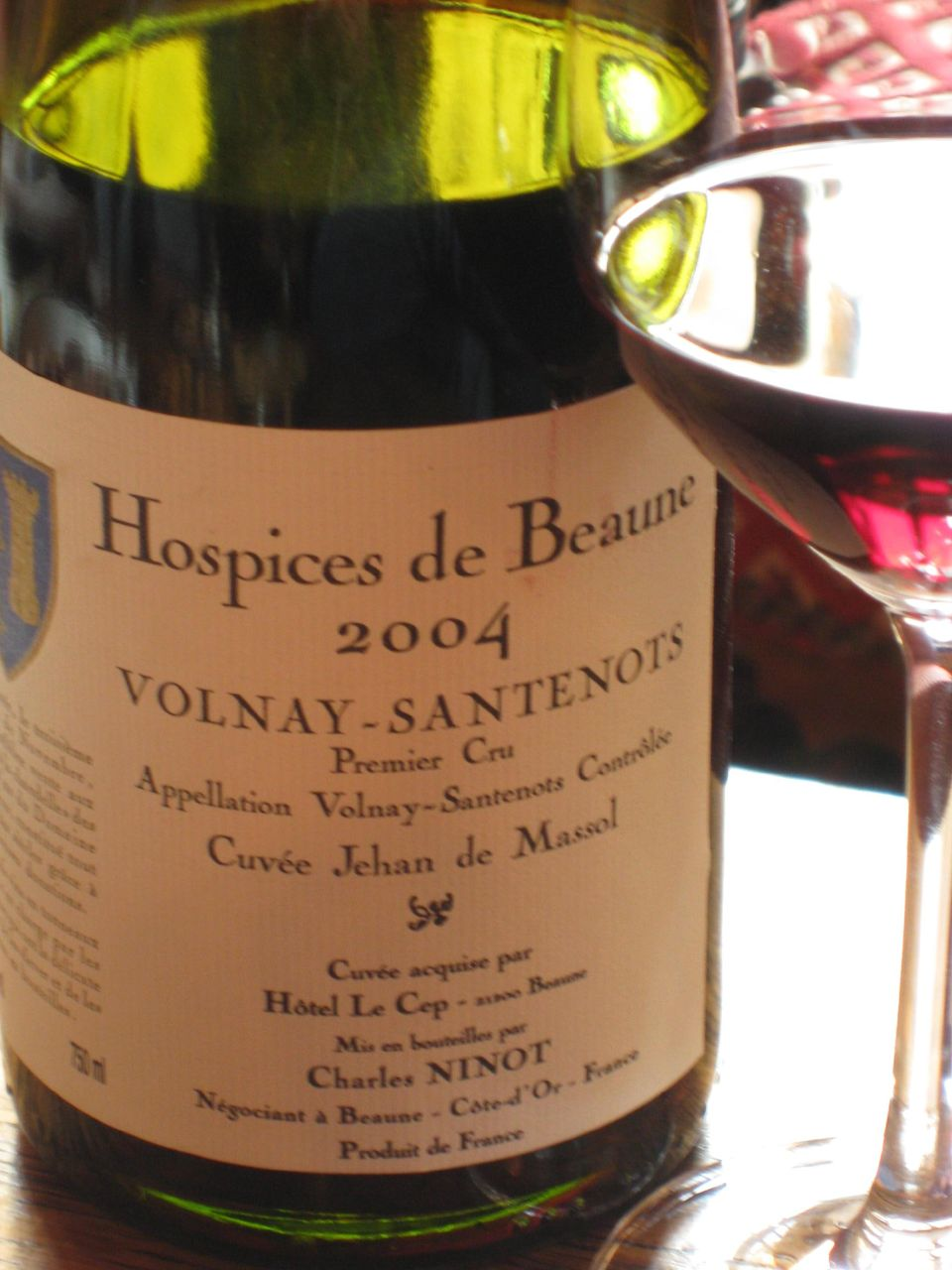

## Armoiries
Jean de Massol porte : D'or à l'aigle bicéphale de sable, coupé de gueule au dextrochère tenant un marteau d'arme mouvant d'une nuée d'argent à senestre.

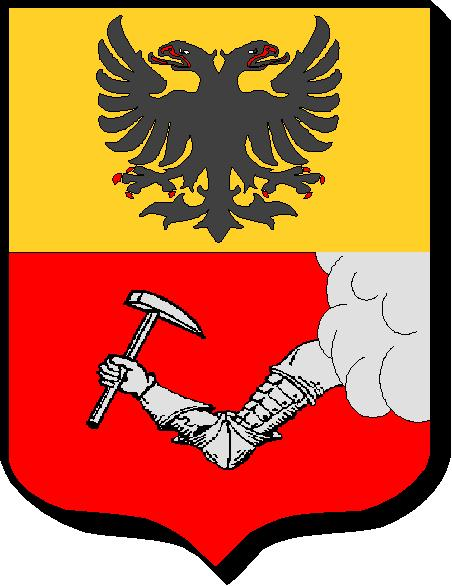